# Нагасу, Мирай
Мирай Нагасу (англ. Mirai Nagasu; род. 16 апреля 1993, Монтебелло, Калифорния) — американская фигуристка, выступавшая в одиночном катании. Бронзовый призёр Олимпийских игр (2018, командный турнир), серебряный призёр чемпионата четырёх континентов (2016) и чемпионка США (2008).
В 2018 году стала первой американкой, исполнившей на Олимпийских играх тройной аксель — один из самых сложных прыжков в фигурном катании.

## Биография

### Ранние годы
Нагасу родилась в городе Монтебелло, штат Калифорния, а выросла в городе Аркейдия. Она начала кататься на коньках в пять лет. Её родители — японцы и владеют в Аркейдии магазином суши. Имя Мирай в переводе с японского означает «будущее». В Японии её фамилию записывают и иероглифами 長洲未来 (Нагасу Мирай), и каной ミライ・ナガス (читается одинаково). Несмотря на то, что Мирай родилась и выросла в США и всегда выступала за эту страну, её родители родились в Японии, поэтому с момента рождения у неё было двойное гражданство. По достижении возраста 22-х лет ей, по японским законам, пришлось выбрать гражданство, Нагасу выбрала гражданство США Её карьера всегда была хорошо освещена в японских СМИ, наравне с Мао Асадой и Мики Андо, что привело к появлению слухов, будто японское правительство предлагало ей сменить гражданство.
Нагасу одержала победу на своём первом Чемпионате США в 2007 году (среди юниоров), опередив всеобщую фаворитку Кэролайн Чжан. На чемпионате мира среди юниоров 2007 года Нагасу после короткой программы занимала второе место следом за Кэролайн Чжан. Она отставала от неё на 1.95 баллов, после произвольной разрыв увеличился ещё на 3.46 балла. В итоге, Нагасу заняла второе место и благодаря бронзовой медали Эшли Вагнер американки впервые в истории заняли весь юниорский пьедестал почёта.

### На взрослом уровне

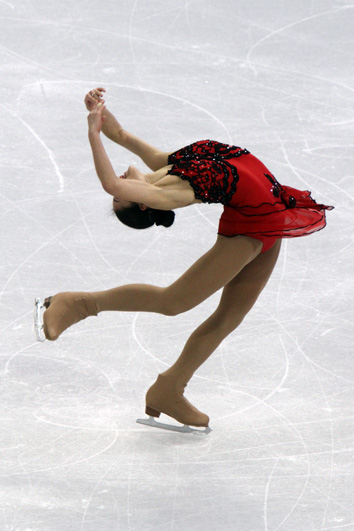
Мирай Нагасу на Олимпийских играх в Ванкувере.

В сезоне 2007—2008 Нагасу впервые выступила на взрослом чемпионате США, хотя на международных соревнованиях по-прежнему участвовала на юниорском уровне. Она одержала победу на двух этапах Гран-при среди юниоров: в Нью-Йорке и Загребе, где в короткой программе стала первой, а в произвольной стала второй после американки Рэйчел Флатт, но по сумме результатов заняла первое место.. Благодаря победе на двух этапах Нагасу прошла в финал Гран-при. В произвольной программе Нагасу опять отдала победу Флатт, но по сумме снова стала первой.
На чемпионате США 2008 года четырнадцатилетняя Мирай удачно выступила в короткой программе, впервые исполнив каскад прыжков «тройной лутц—тройной тулуп». В произвольной она стала третьей после Рэйчел Флатт и Эшли Вагнер, но по сумме результатов заняла первое место. Мирай Нагасу — самая молодая чемпионка США со времен Тары Липински. При обычных обстоятельствах её бы отправили на чемпионат мира, но Мирай была для этого слишком молода. Из четырёх американских медалисток, лишь Эшли Вагнер подошла по возрасту, остальные отправились на юниорский чемпионат. Нагасу завоевала там бронзовую медаль, уступив Рэйчел Флатт и Кэролайн Чжан. Американки снова заняли весь пьедестал почёта.
В сезоне 2008—2009 Мирай Нагасу выступила на «взрослых» этапах Гран-при. Она стала четвёртой на «Skate America» и восьмой на «NHK Trophy». На национальном чемпионате заняла лишь 5-е место и в сборную США на международные турниры не попала.
В сезоне 2009—2010 Нагасу участвовала в турнирах «Cup of China», где стала пятой, и «Skate Canada», где поднялась на четвёртое место. В короткую программу на чемпионате США 2010 года она стала первой, набрав 70.06 баллов. В произвольной она заработала 118.72 баллов, став третьей, а по сумме результатов заняла второе место после Рэйчел Флатт..
Летом 2010 года Мирай Нагасу получила травму ноги, в результате чего не тренировалась в течение полутора месяцев и была снята с турнира «Japan Open 2010».
Фигуристка заявлена на этапы Гран-при «Cup of China» в Китае и «Trophee Eric Bombard» во Франции.
Несмотря на то, что принять участие в Олимпийских играх в Сочи ей не удалось, она всё же она продолжила спортивную карьеру.
В январе 2016 года на национальном чемпионате она впервые завоевала оловянную медаль за четвёртое место.
Новый предолимпийский сезон американка начала в начале сентября в Бергамо на Кубке Ломбардии, где сумела завоевать бронзовую награду. Через две недели фигуристка выступала в Монреале на турнире Autumn Classic International, где заняла первое место и улучшила своё прежнее спортивное достижение в короткой программе. В конце октября Нагасу выступала на этапе Гран-при в Миссиссоге, где на Кубке федерации Канады заняла место в середине турнирной таблице. В конце ноября она выступала на заключительном этапе Гран-при в Саппоро, где заняла пятое место. В январе 2017 года на национальном чемпионате в Канзасе она не смогла составить конкуренции ведущим американским фигуристкам и финишировала только четвёртой. В феврале фигуристка выступала в Канныне на континентальном чемпионате, где выиграла бронзовую медаль. В произвольной программе и сумме были улучшены все прежние спортивные достижения.

### Бронза Олимпиады
В сентябре американская одиночница начала дома олимпийский сезон в Солт-Лейк-Сити, где на турнире U.S. International Figure Skating Classic она в упорной борьбе выиграла серебряную медаль. Через месяц она выступала в серии Гран-при на российском этапе, где фигуристка финишировала в десятке. Через три недели стартовала на японском этапе серии Гран-при, где финишировала рядом с пьедесталом. На национальном чемпионате в Сан-Хосе ей удалось выиграть серебряную медаль. В середине февраля в Южной Корее на командном турнире Олимпийских игр она заменила одиночницу и выступала с произвольной программой. Ей в Канныне удалось улучшить своё прежнее достижение и финишировать второй. Сборная в итоге финишировала с бронзовыми наградами. На Олимпийских играх в Корее Мирай в составе команды США завоевала бронзовую медаль в командных соревнованиях. В конце февраля на личном турнире Олимпийских игр американская фигуристка замкнула место в десятке сильнейших.
В межсезонье в конце июня американская спортсменка заявила, что она пропустит некоторое время в большом спорте.

## Программы

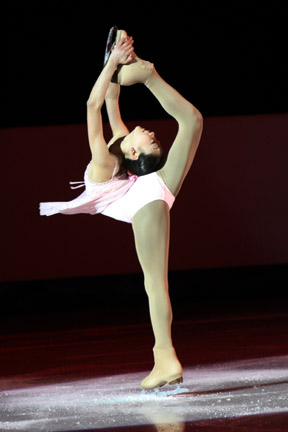
Мирай Нагасу исполняет свою показательную программу на чемпионате мира среди юниоров в 2008 году.

| Сезон     | Короткая программа | Произвольная программа | Показательные |
| --------- | --- | --- | --- |
| 2012—2013 | Downhill Special Бенни Гудмен хореограф Сюзан Остин | Симфония No. 3 in C minor Камиль Сен-Санс хореограф Сюзан Остин                                                                                 | |
| 2011—2012 | «Danzarin» Tango Lorca хореограф Лори Николь | «Спартак» Арам Хачатурян хореограф Лори Николь                                                                                                  | Fireflies Owl City |
| 2010—2011 | «Иствикские ведьмы» Джон Уильямс Un Sospiro Ференц Лист хореограф Лори Николь | «Мемуары гейши» Джон Уильямс хореограф Лори Николь                                                                                              | Fireflies Owl City |
| 2009—2010 | Davy Jones, Jack Sparrow & He’s A Pirate саундтрек к фильму «Пираты Карибского моря: Сундук мертвеца» Ханс Циммер и Клаус Баделт Fragile Dreams Дзё Хисаиси хореограф Лори Николь | Carmen Fantaisie Франц Ваксман «Кармен» & Dance Boheme Жорж Бизе Адажио из балета «Кармен-сюита» Родион Щедрин хореограф Лори Николь            | Seven Day Fool Джулли Блэк хореограф Лори Николь Faith Джордин Спаркс хореограф Лори Николь                               |
| 2008—2009 | «Огни большого города» Чарли Чаплин хореограф Лори Николь | Caprice Fantastique Эрих Корнгольд Fairy Tale and Devil’s Beauties Франсуа Домпьер Orpheus in the Underworld Жак Оффенбах хореограф Лори Николь | You Can’t Hurry Love The Supremes хореограф Лори Николь At the Beginning Донна Льюис и Ричард Маркс хореограф Лори Николь |
| 2007—2008 | I Got Rhythm Джордж Гершвин аранжировщик Фазиль Сай хореограф Лори Николь | Выдержки из балета «Коппелия» Лео Делиб хореограф Лори Николь                                                                                   | Don't Stop Me Now Queen хореограф Лори Николь A Dream Is a Wish Your Heart Makes Circle of Stars хореограф Сьюзен Остин   |
| 2006—2007 | Shout and Feel It Бенни Гудмен хореограф Сьюзен Остин | Американский квартет Антонин Дворжак хореограф Сьюзен Остин                                                                                     | A Dream Is a Wish Your Heart Makes Circle of Stars хореограф Сьюзен Остин                                                 |

## Результаты
| Соревнования                | 06/07         | 07/08         | 08/09         | 09/10         | 10/11         | 11/12         | 12/13         | 13/14         | 14/15         | 15/16         | 16/17         | 17/18         | 19/20         |
| Международные               | Международные | Международные | Международные | Международные | Международные | Международные | Международные | Международные | Международные | Международные | Международные | Международные | Международные |
| --------------------------- | ------------- | ------------- | ------------- | ------------- | ------------- | ------------- | ------------- | ------------- | ------------- | ------------- | ------------- | ------------- | ------------- |
| Олимпиада — одиночницы      |               |               |               | 4             |               |               |               |               |               |               |               | 10            |               |
| Олимпиада — команда         |               |               |               |               |               |               |               |               |               |               |               | 3             |               |
| Чемпионат мира              |               |               |               | 7             |               |               |               |               |               | 10            |               | 10            |               |
| Четыре континента           |               |               |               |               | 3             |               |               | 10            |               | 2             | 3             |               |               |
| Гран-при России             |               |               |               |               |               |               |               | 3             | 4             |               |               | 9             |               |
| Гран-при Японии             |               |               | 8             |               |               |               | 3             | 8             |               | 5             | 5             | 4             |               |
| Гран-при Китая              |               |               |               | 5             | 4             | 2             | 4             |               |               |               |               |               |               |
| Гран-при Франции            |               |               |               |               | 2             |               |               |               |               |               |               |               |               |
| Гран-при Канады             |               |               |               | 4             |               | 5             |               |               |               |               | 9             |               |               |
| Гран-при США                |               |               | 5             |               |               |               |               |               | 6             |               |               |               |               |
| Japan Open                  |               | 3             |               |               |               |               |               |               | 2             |               |               | 3             | 3             |
| Lombardia Trophy            |               |               |               |               |               |               |               |               |               |               | 3             |               |               |
| Autumn Classic              |               |               |               |               |               |               |               |               |               |               | 1             |               |               |
| Ice Challenge               |               |               |               |               |               |               |               |               |               | 1             |               |               |               |
| U.S. Classic                |               |               |               |               |               |               |               |               | 5             |               |               | 2             |               |
| Finlandia Trophy            |               |               |               |               |               |               | 3             | 4             |               |               |               |               |               |
| Nebelhorn Trophy            |               |               |               |               |               | 1             |               |               |               | 5             |               |               |               |
| Международные среди юниоров |               |               |               |               |               |               |               |               |               |               |               |               |               |
| Чемпионат мира              | 2             | 3             |               |               |               |               |               |               |               |               |               |               |               |
| Финал Гран-при              |               | 1             |               |               |               |               |               |               |               |               |               |               |               |
| Гран-при Хорватии           |               | 1             |               |               |               |               |               |               |               |               |               |               |               |
| Гран-при США                |               | 1             |               |               |               |               |               |               |               |               |               |               |               |
| Национальные                |               |               |               |               |               |               |               |               |               |               |               |               |               |
| Чемпионат США               |               | 1             | 5             | 2             | 3             | 7             | 7             | 3             | 10            | 4             | 4             | 2             |               |
| Первенство США              | 1             |               |               |               |               |               |               |               |               |               |               |               |               |